# Neu Wien
Neu Wien (Nuova Vienna) op. 342, è un valzer di Johann Strauss (figlio).
Poco più di un anno dopo la prima del valzer corale di Johann Wein, Weib und Gesang (Vino, donne e canto!), Op. 333, la Wiener Männergesang-Verein (Associazione corale maschile di Vienna) si esibì nella prima esecuzione di un altro valzer per coro maschile e orchestra, composto appositamente dal Johann Strauss.
Il nuovo lavoro venne intitolato Neu-Wien e il testo venne scritto dal poeta Josef Weyl (1821-95), che in precedenza aveva fornito anche i testi per An der schönen blu Donau op. 314, Sängerslust polka francese op. 328 e Wein, Weib und Gesang!.
Il testo fornito da Weyl faceva riferimento, in modo scherzoso, a tutti gli avvenimenti che in quel periodo stavano mutando il volto della città di Vienna: l'espansione della città e il conseguente aumento delle tasse, i problemi derivanti dai grandi lavori di ricostruzione in seguito alla demolizione dei suoi antichi bastioni, l'introduzione dei tram, il delicato equilibrio della borsa, l'inflazione, l'emancipazione delle donne...
A dirigere il lavoro per la prima volta fu il giovane Eduard Kremser (1838-1914) che diresse la Wiener Männergesang-Verein e l'orchestra presso la Dianabad-Saal il 13 febbraio 1870; il valzer trovò immediato favore sia di pubblico che di critica.
A mezzanotte circa, nella Dianabad-Saal vi fu una entusiastica reazione quando i presenti al concerto videro entrare nella sala proprio Johann Strauss (sorpresa che l'associazione di cantori aveva riservato per il pubblico). Accompagnato da grandi applausi il compositore salì sul palco e prendendo in mano il violino diresse l'orchestra nel valzer Sul bel Danubio blu.
Tutto ciò in realtà fu soltanto uno scherzo e, poco prima del finale del brano, Strauss improvvisamente si rivolse al pubblico e rivelò la sua vera identità: non era il re del valzer, bensì l'attore Friedheim mascherato.
Johann Strauss non fu presente alla prima rappresentazione del suo nuovo valzer Neu-Wien, poiché già impegnato a presenziare ad un ballo organizzato dal Principe Constantin Hohenlohe-Schillingsfürst.